# Uwe Kellner (Politiker)
Uwe Kellner (* 1955/1956) ist ein deutscher parteiloser Politiker und ehemaliger Bürgermeister der niedersächsischen Stadt Achim im Landkreis Verden.

## Leben
Beruflich fing er als Lehrling in der Verwaltung der Stadt Achim an und war bis zu seiner Wahl als Bürgermeister im Jahr 2006 ununterbrochen dort auch beschäftigt, wo er damit auf Christoph Rippich folgte. Dieses Amt füllte er für eine Amtsperiode bis zum Jahr 2014 aus, nachdem er im August 2013 angekündigt hatte, nicht erneut zur Wahl anzutreten. Seine Nachfolge trat Rainer Ditzfeld an. Zurzeit ist er noch als Hallensprecher beim TV Oyten aktiv.